# 彦島 (大分県)
彦島（ひこしま）は、大分県佐伯市にある無人島である。
佐伯市狩生地区と大入島との間で、狩生地区から東方に0.4kmの位置にある島。面積0.05km2、標高60m。
彦島という島名は、佐伯市と津久見市の境界にある彦岳（標高639.4m）に因んで名づけられた。
1970年（昭和45年）に無人島化。その後の利用方法として、石油基地、セメント工場、競艇場にするという話があったとされるが、実現していない。

## 交通
JR九州日豊本線狩生駅から徒歩5分、船5分